# Пфаффштетт
Пфаффштетт (нем. Pfaffstätt) — коммуна (нем. Gemeinde) в Австрии, в федеральной земле Верхняя Австрия.
Входит в состав округа Браунау-на-Инне.  Население составляет 944 человека (на 31 декабря 2005 года). Занимает площадь 9 км². Официальный код  —  40431.

## Политическая ситуация
Бургомистр коммуны — Зузанне Ланцер (СДПА) по результатам выборов 2003 года.
Совет представителей коммуны (нем. Gemeinderat) состоит из 13 мест.
- АНП занимает 6 мест.
- СДПА занимает 6 мест.
- АПС занимает 1 место.